# 孙德尔本斯国家公园
孙德尔本斯国家公园位于印度的西孟加拉邦孙德尔本斯三角洲，是国家公园 、世界遗产和生物圈保护区。孙德尔本斯三角洲橫跨印度、孟加拉兩地，被浓密的红树林所覆盖，是世界最大的红树林。此三角洲亦是孟加拉虎、多种鸟类、无脊椎动物和爬行类种类，包括灣鱷的棲息地。

## 植物
孙德尔本斯的紅樹林生長著64種植物，他們均適應河口鹽分較高的環境。在四、五月，木欖會開著蟹形的紅花，蠟燭果則會開著黃花。其他常見的植物有木果楝和紅樹屬植物。

## 動物
孙德尔本斯紅樹林是超過400隻孟加拉虎的棲息處。
除了孟加拉虎外，漁貓、豹貓、獼猴、野豬、灰獴、叢林貓、穿山甲、花鹿亦是常見的動物物種。

## 瀕危物種
部分在孙德尔本斯棲息的瀕危物種包括:
- 孟加拉虎
- 灣鱷
- 潮龜
- 恆河豚(恆河亞種)
- 玳瑁